# Smart ForTwo II
Smart fortwo druhé generace (typ BR451) je mikroauto značky Smart. Vyrábí se od roku 2007, kdy nahradil předchozí generaci (typ BR450 vyráběný od roku 1998). ForTwo má dvoudveřovou karoserii, prodává se buď jako uzavřené coupé nebo se stahovacím vrchním dílem střechy jako cabrio (ochranné prvky za zadními sedadly jsou pevné).
Proti svému předchůdci je BR451 o 19,5 cm delší, o 5 cm širší a o 2 cm vyšší. Přesto zůstal zachován charakteristický tvar, mimo jiné taky díky boční dveřím zasahujícím až k zadní nápravě a velice blízkým hodnotám šířky a výšky karoserie.

## Nabízené verze
- pure (45 kW, 52 kW, 33 kW cdi)
- pulse (52 kW, 62 kW, 33 kW cdi)
- passion (52 kW, 62 kW, 33 kW cdi)
- Brabus (72 kW)
- Brabus Xclusive (72 kW)

## Přehled motorizací
Smart fortwo se vyrábí s atmosférickým a přeplňovaným tříválcovým benzínovým motorem o objemu 1,0 litru. Motor 45 kW se nabízí pouze jako coupé, motor 72 kW jen ve verzi Brabus a Brabus Xclusive. Turbodiesel má také tři válce a objem 0,8 litru. V době svého představení to byl nejúspornější sériově vyráběný automobil.
Všechny motorizace se dodávají s pětistupňovou manuální automatizovanou převodovkou. Funkce softip umožňuje řadit manuálně bez použití spojky, funkce softouch značí plně automaticky režim.
Od podzimu 2007 se motor 52 kW vyrábí volitelně se systémem micro hybrid drive (mhd). Jedná se o pokročilý systém start/stop, který automaticky vypne motor při brzdění, když rychlost klesne pod 8 km/h. Při uvolnění brzdového pedálu se motor zase nastartuje. Od roku 2009 se bude mhd standardně dodávat do motorů 45 kW a 52 kW.
| Model                           | 45 kW           | 45 kW mhd       | 52 kW           | 52 kW mhd       | 62 kW            | 72 kW            | 33 kW cdi        |
| Rok výroby                      | 2007–2008       | od 2009         | 2007–2008       | od 2007         | od 2007          | od 2007          | od 2007          |
| Uspořádání válců                | 3 v řadě        | 3 v řadě        | 3 v řadě        | 3 v řadě        | 3 v řadě         | 3 v řadě         | 3 v řadě         |
| Druh motoru                     | benzínový       | benzínový       | benzínový       | benzínový       | turbobenzín      | turbobenzín      | turbodiesel      |
| Objem (cm³)                     | 999             | 999             | 999             | 999             | 999              | 999              | 799              |
| Výkon (kW)                      | 45 při 5800 ot. | 45 při 5800 ot. | 52 při 5800 ot. | 52 při 5800 ot. | 62 při 5250 ot.  | 72 při 5500 ot.  | 33 při 3800 ot.  |
| Kroutící moment (Nm)            | 83 při 3000 ot. | 83 při 3000 ot. | 92 při 4500 ot. | 92 při 4500 ot. | 120 při 3250 ot. | 140 při 3500 ot. | 110 při 2000 ot. |
| Nejvyšší rychlost               | 145* km/h       | 145* km/h       | 145* km/h       | 145* km/h       | 145* km/h        | 155* km/h        | 135 km/h         |
| Zrychlení 0–100 km/h            | 16,7 s          | 16,7 s          | 13,3 s          | 13,3 s          | 10,9 s           | 9,9 s            | 19,8 s           |
| Pohotovostní hmotnost           | 750/- kg        | 750/- kg        | 750/780 kg      | 750/780 kg      | 770/800 kg       | 780/810 kg       | 770/800 kg       |
| Kombinovaná spotřeba (l/100 km) | 4,7             | 4,3             | 4,7/4,9         | 4,3/4,4         | 4,9/4,9          | 5,2/5,2          | 3,3/3,3          |
| Emise CO2 (g/km)                | 112             | 103             | 112/116         | 103/105         | 116              | 124              | 88               |